# هانز-اميل شوستر
هانز-اميل شوستر (بالألمانية: Hans-Emil Schuster)‏ (و. 1934 – م) هو عالم فلك من ألمانيا . ولد في هامبورغ .